# Lomná (Olsa)
Die Lomná (deutsch Lomna) ist ein linker Nebenfluss der Olsa in Tschechien.

## Verlauf
Die Lomná entspringt südwestlich von Hruška nahe der slowakischen Grenze im Jablunkauer Bergland. Ihre Quelle befindet sich am nördlichen Fuße des Sattels Čubaňov (1101 m) zwischen dem Burkov vrch (1031 m) und dem Malý Polom (1060 m). Sie fließt durch ein tiefes bewaldetes Kerbtal, in dem die Ortschaften Hruška, Kyčmol, Horní Lomná, Stoligy und Tatínky liegen, zunächst nach Nordosten. Unterhalb von Tatínky wendet sich die Lomná nach Osten und fließt durch Radošonka und Dolní Lomná. Danach nimmt der Fluss wieder nordöstliche Richtung und wird von der Bahnstrecke Žilina–Bohumín überbrückt, die danach bis Jablunkov dem Lauf der Lomná folgt. Östlich von Novina fließt die Lomná nach 13 Kilometern aus ihrem bewaldeten Bergtal in die Jablunkauer Furche (Jablunkovská brázda). Entlang ihres Unterlaufes liegen die Orte Pod Břehy, Městská Lomná, Bocanovice, Ošetnice, Červená und Jablunkov. Am nördlichen Stadtrand von Jablunkov mündet die Lomná schließlich nach 17,5 Kilometern in die Olsa.

## Natur
Bei der Siedlung Kyčmol befindet sich linksseitig des Flusses eine als Naturdenkmal Kyčmol geschützte Torfwiese.
Nordöstlich von Horní Lomná erstreckt sich an der Velká Polana (893 m) das Nationale Naturschutzgebiet Mionší mit seinem Tannen-Buchen-Urwald.

## Zuflüsse
- Vontrubový potok (r), unterhalb Hruška
- Kyčmol (l), unterhalb Kyčmol
- Malý Burkovský potok (r), oberhalb Horní Lomná
- Velký Burkovský potok (r), Horní Lomná
- Upaloný potok (l), Horní Lomná
- Přelač bzw. Přelačský potok (r), Horní Lomná
- Suchý potok (l), Horní Lomná
- Úplaz bzw. Úplazský potok (r), Horní Lomná
- Lačnovský potok (l), Horní Lomná
- Stoligy (l), Stoligy
- Tatínky bzw. Tatínský potok (l), Tatínky
- Rusňok (l), Tatínky
- Kamenitský potok (l), unterhalb Tatínky
- Mionší potok (r), oberhalb Radošonka
- Glovčin (l), unterhalb Glovčín
- Smolkovský potok (r), oberhalb Radošonka
- Polanský potok (l), gegenüber Radošonka
- Jestřábský potok (r), Radošonka
- Křínovský potok (r), Dolní Lomná
- Mostařanka (r), Dolní Lomná
- Žabník (r), Dolní Lomná
- Ošetnice (r), Ošetnice